# Gumrak
Gumrak (in lingua russa Гумрак) è un microdistretto facente parte del distretto Dzeržinskij della città di Volgograd, in Russia.